# Дерево: История жизни

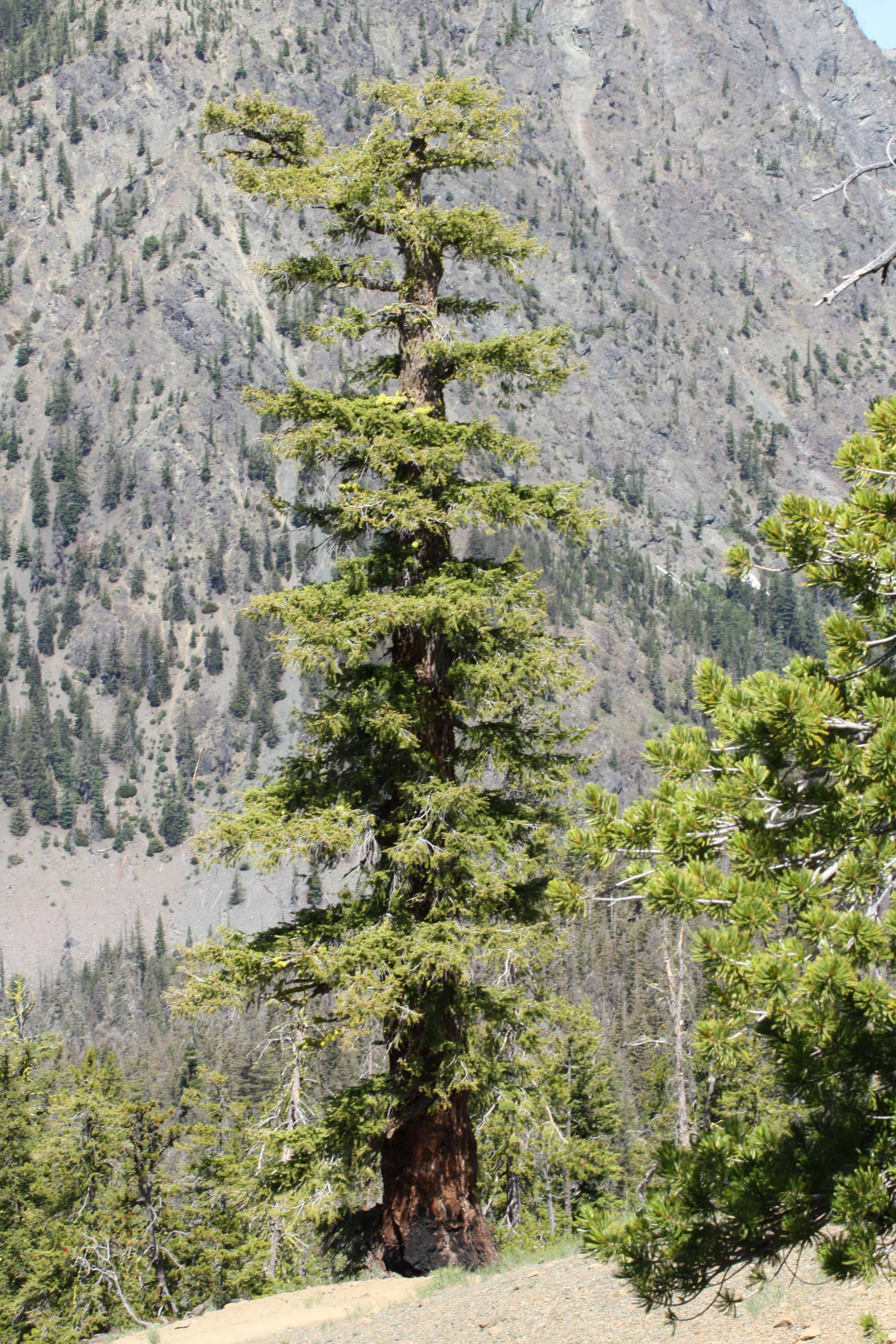
Псевдотсуга Мензиса или ель Дугласа

Дерево: История жизни (англ. Tree: A Life Story) ― научно-популярная книга канадского генетика Дэвида Судзуки и канадского писателя Уэйна Греди.
В книге описывается жизнь ели Дугласа от семени до созревания и смерти. История дерева добавлена экологическим контекстом, описывая взаимодействия с другими формами жизни в лесу и исторический контекст через параллели с мировыми событиями, которые происходят в течение 700 лет жизни дерева. Отступления от биографического повествования, разбросанного по всей книге, дают представление о связанных темах, таких как история ботаники.
Сузуки решил написать книгу, когда он заметил ель Дугласа с нехарактерным изгибом ствола и предположил, что заставило его вырасти в эту форму. Судзуки изучил эту тему с помощью научного сотрудника и попросил писателя Грейди помочь в написании книги.

## Предыстория
Сидя у этого дерева в своем доме на острове Квадра, недалеко от Ванкувера, Дэвид Судзуки понял, что даже несмотря на то, что его семья играла на нем в течение многих лет, он не знал, сколько ему лет и как сложилась его нехарактерная кривая. Судзуки предположил, что почва могла соскользнуть, когда дерево было молодым, или что другое растение могло заблокировать солнечный свет. Он подумал, что дерево, должно быть, перенесло много лишений на протяжении своей жизни, и установил связь между биографиями людей и историей жизни этого дерева. Это также напомнило ему об идее детской книги о взаимосвязи жизни, особенно внутри растений. Судзуки начал писать черновик, но ему помешал плотный график, поэтому он начал искать соавтора. Научный писатель и бывший редактор «Harrowsmith» Уэйн Грейди согласился принять участие. Судзуки предоставил исследования, основы и некоторые оригинальные тексты, а Грейди сделал большую часть литературной обработки. Художник по дикой природе Роберт Бейтманбыл был вовлечен в проект. Создавая книгу, они стремились проиллюстрировать сложность и взаимосвязанность этой экосистемы, сосредоточив внимание на роли одного дерева с течением времени.

## Содержание
Книга состоит из пяти глав: «Рождение», «Укоренение», «Рост», «Зрелость» и «Смерть». Книга открывается благодарностями и введением, а завершается избранными ссылками и указателем. Во введении Судзуки описывает дерево в своем доме, а также серию идей и событий, которые привели к написанию книги. Наряду с повествованием о жизни дерева в книге есть отступления на смежные темы, такие как история ботаники и жизнь животных в лесу. Дерево, о котором написано в книге ― это не какая-то конкретная ель Дугласа, а скорее обычное дерево .
Первая глава «Рождение» начинается с молнии, разжигающей лесной пожар. Тепло сушит шишки предка ели Дугласа настолько, чтобы их чешуя раскрылась и выпустила крылатые семена. Дождевая вода переносит одно семя в освещенное солнцем место с хорошо дренированной почвой. Грызуны и насекомоядные, запасы пищи которых были уничтожены в огне, поедают трюфели, уцелевшие под землей, и оставляют в почве фекалии, содержащие азотфиксирующие бактерии. После одной зимней стадии покоя семена начинают прорастать.
Во второй главе, «Укоренение», зародышевый корень выходит через небольшое отверстие в семенной оболочке и в результате деления клеток с помощью гормонов растений растет вниз. Вода и питательные вещества попадают в корень путем осмоса и переносятся к саженцу. Симбиоз развивается между корнями и трюфелями. Корни дают трюфелям дополнительный сахар, который они используют для получения энергии, а трюфели помогают корням усваивать воду и питательные вещества. Из избытка крахмала и питательных веществ, собранных корнем, вверх вырастает стебель, похожий на корень, но окруженный тонкой сероватой корой. По мере того, как запасы крахмала истощаются, его первые иголки прорастают и начинается фотосинтез. Дерево закрепляется глубоким стержневым корнем и сеть корней начинает расти в стороны. Некоторые корни развивают симбиотические отношения с соседней ольхой красной, которая хорошо фиксирует азот, но не обладает такой способностью к накоплению, которую может предложить ель Дугласа. В начале апреля каждого года между корой и древесиной вырастает новый слой. Поскольку этот новый слой берет на себя транспортировку питательных жидкостей по дереву, прошлогодний слой клеток умирает и образует кольцо в древесине.
Примерно через 20 лет на дереве начинают развиваться плодородные шишки. Образуются бутоны, где накапливаются ауксины; они становятся либо новыми иголками, либо конусами. Почки остаются недифференцированными до июля и продолжают развиваться осенью и зимой. В следующем году некоторые бутоны откроются в середине мая, обнажив новый набор игл. Шишки на нижнем конце дерева распускаются, в то время как другие бутоны распускаются в апреле, выделяя туман пыльцы. Шишки на верхушке дерева открывают свои чешуйки, чтобы разносимая ветром пыльца могла проникнуть внутрь. Внутри шишки пыльца оплодотворяет семя, которое появляется в сентябре. Количество и качество семян варьируется от года к году, но особенно эффективный урожай получается примерно каждые 10 лет. У белок Дугласа выживает менее 0,1 % семян, темноглазые юнко и другие животные, питающиеся семенами.
С течением времени дерево становится все толще и выше по мере того, как на его стволе появляются последовательные кольца, а на ветвях растут новые почки. Дерево становится частью старовозрастного леса с затененным и влажным подлеском из широколиственных деревьев, кустарников и папоротников. В пологе на широких верхних ветвях скапливается циновка из мертвой хвои и лишайника. Под воздействием света, воздуха и дождя иглы разлагаются, и подстилка становится колонизированным насекомыми, грибами и новыми растениями.
В начале последней главы «Смерть» дереву 550 лет, а его высота — 80 метров. Под тяжестью слишком большого количества снега, скапливающегося на коврике навеса, ветка обламывается. Стрессы от долгой зимы и засушливого лета ослабляют иммунную систему дерева. Открытое место, где сломалась ветка, заражается насекомыми и грибком. Личинки насекомых поедают почки и грибок распространяется до середины дерева и до корней. Из-за того, что его сосудистая система находится под угрозой, дерево отводит питательные вещества в другое место, в результате чего иглы на заброшенных ветвях становятся оранжевыми. Угасание дерева длится годами, поскольку последующие части постепенно испытывают недостаток питательных веществ. Как итог, он становится домом для ряда животных, таких как дятлы, совы, белки и летучие мыши. В конце концов корни загнивают настолько, что их сносит первый сильный порыв ветра. На пеньке растут мхи и грибы, за ними следуют колонии термитов, муравьев и клещей, которые помогают разложить оставшуюся древесину.

## Жанр и стиль
«Дерево» ― это научно-популярная книга, предназначенная для описания жизни одного дерева с использованием терминологии, ориентированной на широкую аудиторию. Повествование обеспечивает экологический контекст, описывая животных и растения, которые взаимодействуют с деревом, а также исторический контекст. Параллели с возрастом дерева проводятся с историческими событиями, такими как дерево, пустившее корни, когда эмпирическая наука пустила корни в Европе при жизни философа XIII века Роджера Бэкона. Книгу чаще всего описывают и продают как «биографию». Один рецензент сгруппировал её с книгой «Золотая ель» 2005 года как часть нового жанра: «арбобиографии».
Книга написана от третьего лица, всеведущего, стиля. Письмо Грэди смягчает характерную риторику Сузуки, создавая доступный текст с тоном, описываемым как «легкая непринужденность, приветствующая читателя». Согласно Судзуки, чтобы сделать книгу доступной, необходимо было рассказать историю с человеческой точки зрения, включая некоторый антропоморфизм биологических процессов.

## Публикация
Книга была опубликована издательством Greystone Books, издательством Douglas & McIntyre

## Критика
Предпосылка биографии дерева была хорошо принята.
Текст был назван увлекательным, лирическим и убедительным.
Критик Роберт Виерсема написал: « Дерево — это научное письмо в лучшем виде. Оно обширное, но сфокусированное, четко осознающее как мелочи, так и общую картину… Хотя некоторые из концепций сложны, стиль изложения всегда понятно… Научные вопросы объясняются в терминах непрофессионала, и текст никогда не заедает и не становится узким местом».
Однако некоторые обозреватели сочли этот язык слишком техническим. В Монреальской газете критик Бронвин Честер написал, что научный язык «разбавляет наши чувства и заботу об этом дереве из-за слишком большого количества информации».